# Вита Паламар
Вита Паламар (на украински: Віта Паламар) е украинска лекоатлетка, състезаваща се в дисциплината висок скок.
Нейният най-добър резултат е 201 сантиметра, постигнат през август 2003 г. в Цюрих. На олимпийските игри в Пекин през 2008 г. се класира за финала, където заема 5-о място с резултат от 199 сантиметра.